# Forficula auricularia
Espèce
Forficula auricularia, le ou la Forficule, est une espèce d'insectes dermaptères polyphages de la famille des Forficulidae.

## Étymologie

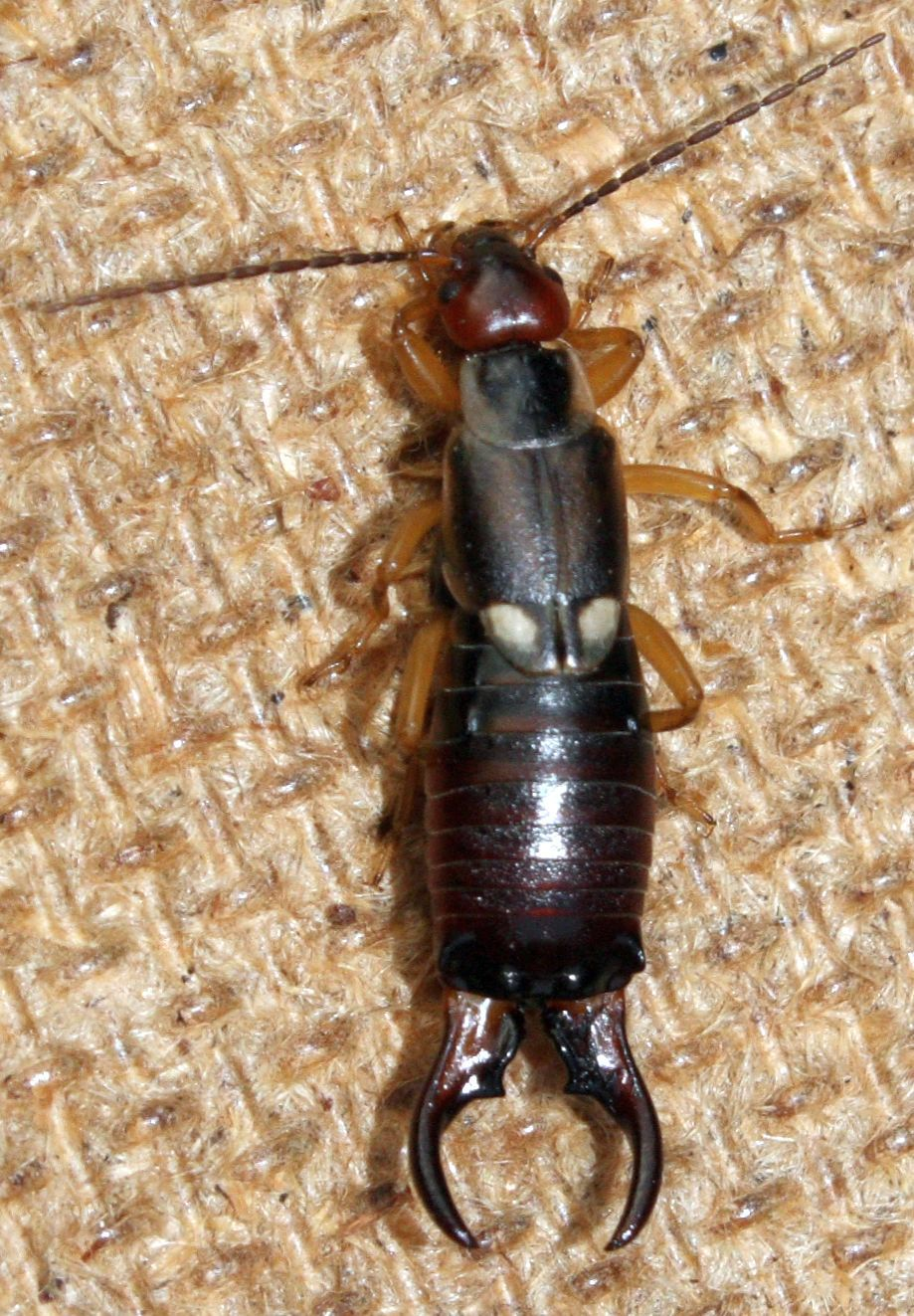
Un forficule mâle : remarquer que ses cerques sont recourbés en forme de pince contrairement à ceux de la femelle.

Le nom de cet animal provient de ses cerques (« pinces »). « Forficule » (forficula) signifie « petits-ciseaux » en latin. Le nom populaire de « perce-oreilles » (variantes : « pince-oreille », « cure-oreille », « michorèle ») peut avoir été inspiré par la forme incurvée des cerques du mâle, proche des pinces utilisées jadis pour percer les oreilles des humains, ou par le fait qu’on les retrouvait parfois au cœur des fruits à noyau bien mûrs, dont les quartiers, notamment d’abricot ou de pêche, sont appelés « oreilles » ou « oreillons ». Ce nom, à son tour, a nourri dans la culture populaire la croyance selon laquelle l’insecte pourrait pénétrer dans le conduit auditif humain et l’endommager,,. Si on tente de l'attraper, cet insecte peut infliger de petites morsures, qui, sur les parties les plus sensibles de la peau comme le pli du pouce chez l'enfant, peuvent être légèrement douloureuses et laisser des micro-plaies, mais rien de comparable avec celles du staphylin qui est parfois pris pour un forficule.

## Description
- Taille : les adultes mesurent entre un et deux centimètres de longueur.
- Couleur : leur corps est couvert d'une carapace ou cuticule souple de chitine, brun-roux brillant. L’abdomen est souvent plus foncé que la tête et le thorax.
- Forme : de forme très allongée, il possède deux longues antennes, une paire de pièces buccales de type « broyeur ».

Il est muni de petites ailes, qu’il n'utilise pratiquement pas, sauf pour planer. Le forficule est capable de voler mais il le fait rarement.
- Ailes : lors du rangement de ses deux ailes sous leur élytre, leur surface se réduit d'un facteur 10, ce qui est exceptionnel dans le monde animal[6].

Le perce-oreille doit son nom à son abdomen qui se termine par deux cerques ayant la forme d'une pince, plus foncés sur leurs extrémités. Ces cerques sont presque droits chez les femelles alors qu'ils sont nettement incurvés chez les mâles. Ce sont des armes défensives mais guère efficaces face à leurs gros prédateurs (oiseaux, lézards, mammifères insectivores, dont musaraignes...).
Les jeunes ressemblent aux adultes, mais ils sont plus clairs et aptères.

## Habitat
Le jour, le perce-oreille, lucifuge (fuyant la lumière), passe la plupart de son temps dans les crevasses du sol, sous les écorces du bois mort, dans le creux des fleurs, entre les pétales de grosses fleurs (roses par exemple) ou dans les pommes de pin. La nuit, il sort et part à la recherche de nourriture (pucerons, psylles).

## Reproduction

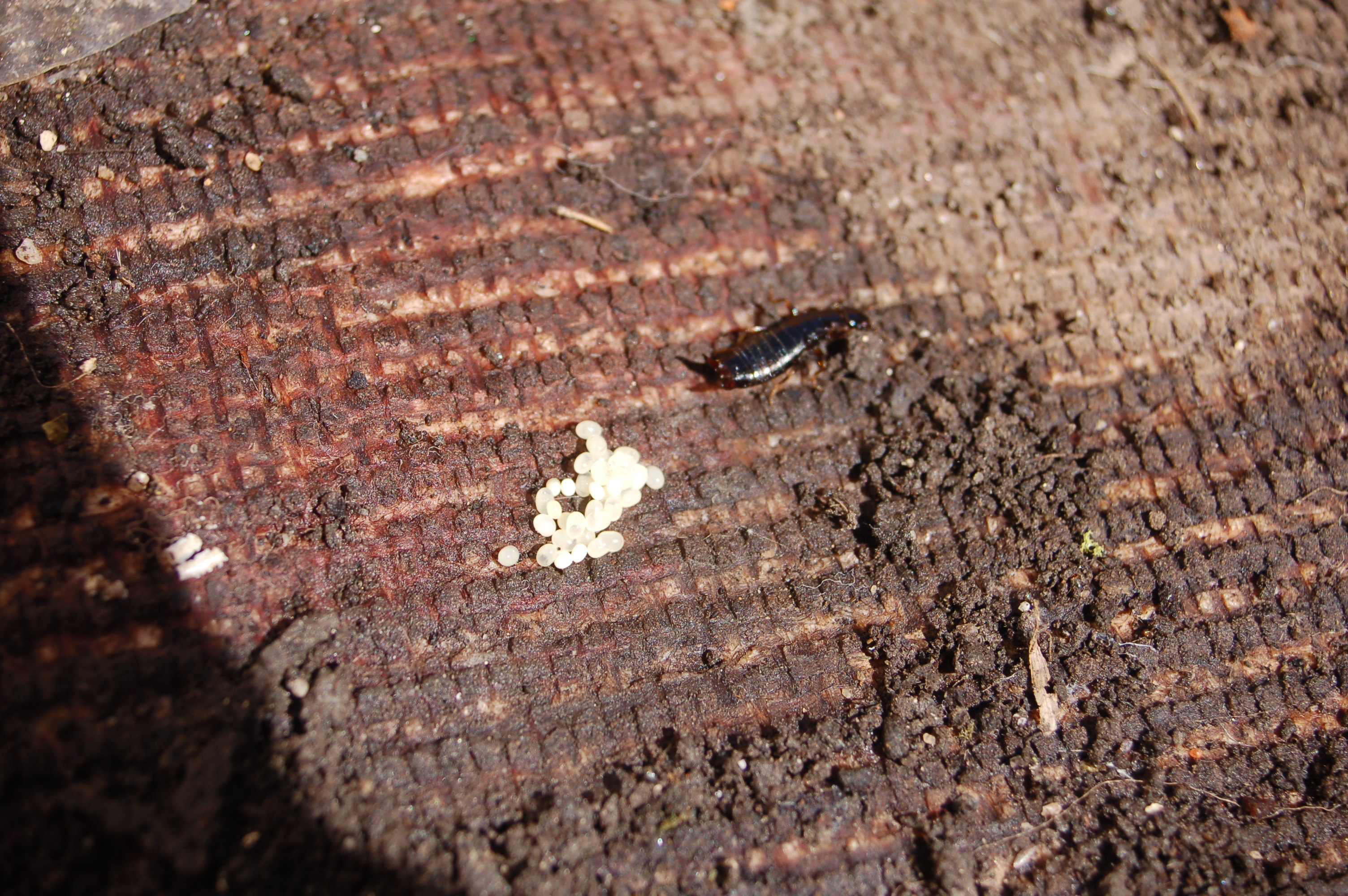
Une femelle et ses œufs.

Après l'accouplement qui s'effectue en été, la femelle pond des œufs. Les larves donneront des adultes quelques mois plus tard. La femelle prend soin des petits. Aux premiers froids et gelées d'automne (vers octobre), le forficule s'enfouit dans le sol pour hiberner. La plupart des mâles meurent en hiver, alors que la femelle de l'année y survit. Un mois plus tard environ, celle-ci creuse une petite loge (terrier), s'y isole et pond quelques dizaines d'œufs blancs, arrondis et translucides (une soixantaine au maximum).
Vers la mi-mai les œufs éclosent. La femelle s'occupe de ses larves avec un soin attentif, jusqu'à la dernière des quatre mues que subissent les larves qui ressemblent aux adultes, mais en plus petit et sans ailes. Les jeunes adultes émergent généralement en juillet. Ils demeurent actifs jusqu’aux premiers gels.

## Ravageur ou auxiliaire?
Il est généralement considéré comme un auxiliaire des cultures du jardinier, parce que grand consommateur d'insectes dits « nuisibles » ou « ravageurs ». Il consomme aussi des végétaux très mûrs ou en début de décomposition (pétales de fleurs, fruits - pêches, prunes ou abricots en particulier -, légumes, racines de plantes coupées).
Il est souvent accusé à tort d'être un ravageur nuisible. Quand il semble infester une plante ou un secteur de jardin, ce qui est rare, il est souvent abondant parce que ses proies le sont. Quand on le trouve le matin dans la salade alors qu'il y a mangé ses parasites, on attribue d'autant plus volontiers les quelques dégâts visibles au forficule, alors qu'on ne voit plus ou peu les parasites qu'il a consommés, souvent en petits groupes.
Des pots de fleurs retournés sur un bâton à 4-5 cm au-dessus du sol, ou installés dans un arbre fruitier et remplis de paille peuvent servir de piège (pour limiter une population locale qu'un jardinier trouverait trop importante) ou d'abris pour éventuellement transférer une petite population dans un arbre ou près d'une plante infestée de petits parasites suceurs (pucerons, psylles, …). Cet abri peut être provisoirement placé sur des arbres. On peut l'enlever des pêchers et pruniers ou abricotiers avant maturité des fruits pour que ces derniers ne soient pas abîmés par les forficules qui ne les apprécient que quand ils sont mûrs.
Il existe des gîtes « pédagogiques » à forficules qui sont des boîtes fermées en bois (non traité) traversées par des tuyaux de verre ou plastique de quelques millimètres de diamètre. De l'été à l'automne, en ouvrant la boite, on peut observer de nombreux adultes dans la boîte ; plus d'une centaine parfois, ainsi que des femelles prenant soin des jeunes dans les tuyaux. Une simple planchette de bois posée sur le sol attire souvent quelques forficules qui viennent y chercher humidité et fraîcheur.
Des recherches en matière de lutte intégrée contre les bioagresseurs en arboriculture ont récemment montré que des populations vivant dans les haies ouest-européennes alimentaient les vergers en deux espèces (Forficula auricularia et Forficula pubescens) en fonction des effectifs du ravageur Cacopsylla pyri et selon la disponibilité en proies de substitution pour F. pubescens. Quand ces deux espèces coexistent, elles occupent la même niche écologique (ou « agroécologique ») avec cependant une stratégie alimentaire légèrement différente mais complémentaire ; F. auricularia mangeant les larves âgées de psylles, alors que F. pubescens se spécialise dans la consommation des larves jeunes.

## Statut
Même s'il a localement significativement régressé à cause de l'urbanisation, de l'agriculture intensive, ou des pesticides, il ne semble pas menacé à ce jour en Europe.
Accidentellement introduit en Amérique du Nord, il a colonisé récemment plusieurs régions du Canada, où il est localement considéré comme invasif. On le trouve également en Australie. L'araignée Épeire diadème est son prédateur.
Il peut vivre en symbiose avec les fourmis rouges. Ces dernières s'occupent de leurs œufs, ainsi que ceux des perce-oreilles.

## Classification
Le nom valide complet (avec auteur) de ce taxon est Forficula auricularia Linnaeus, 1758.
Ce taxon porte en français les noms vernaculaires ou normalisés suivants : Perce-oreille européen, Forficule, Pince-oreille, Perce-oreille,, Forficule commune.
Forficula auricularia a pour synonymes :
- Forficula abrutiana Borelli, 1916
- Forficula bipunctata Petanga, 1789
- Forficula caucasica Kolenati, 1846
- Forficula forcipata caucasica Kolenati, 1846
- Forficula forcipata var. caucasica Kolenati, 1846
- Forficula infumata von Muhlfeld, 1825
- Forficula silanoides Karny, 1911